# Girolamo Spinola
Girolamo Spinola (Genova, 15 ottobre 1713 – Roma, 22 luglio 1784) è stato un cardinale e arcivescovo cattolico italiano.

## Biografia
Secondo di cinque figli di Niccolò e Maddalena Doria, apparteneva ad una nobile famiglia genovese che aveva dato o darà in tutto ben dodici cardinali alla Chiesa cattolica.
Frequentò gli studi superiori a Roma all'Università la Sapienza, ove ottenne il dottorato in utroque iure il 23 novembre 1736.
La sua carriera ecclesiastica iniziò con alcuni incarichi minori nella Curia di Roma, e soprattutto come vice legato a Bologna, dal 1738 al 1740.
Girolamo ricevette gli ordini minori il 15 marzo 1744; il 19 e il 22 marzo successivi fu ordinato suddiacono e diacono; e il 25 marzo 1744 fu ordinato sacerdote. In dieci giorni aveva ricevuto tutti i gradi dell'Ordine.
Meno di un mese dopo, il 13 aprile 1744, fu nominato arcivescovo titolare di Laodicea di Frigia. La sua consacrazione episcopale ebbe luogo nella basilica di Santa Maria degli Angeli e dei Martiri a Roma il 19 aprile 1744; celebrante principale fu lo stesso papa Benedetto XIV.
Nei quindici anni successivi, Girolamo ebbe importanti incarichi come nunzio apostolico: a Colonia dal 23 aprile 1744; in Svizzera dal 22 gennaio 1754 e in Spagna dall'8 novembre dello stesso anno.
Fu creato cardinale-presbitero da papa Clemente XIII nel concistoro del 24 settembre 1759. Il 15 dicembre 1760 ottenne il titolo di Santa Balbina. Il 13 marzo 1775 optò per il titolo di Santa Cecilia. Tuttavia, un mese dopo, il 3 aprile, pur mantenendo in commendam il titolo di Santa Cecilia, fu nominato cardinale-vescovo di Palestrina.
In qualità di cardinale, ottenne diversi incarichi nella Curia romana; dal 1761 al 1768 fu legato pontificio a Bologna, e in seguito a Ferrara. Partecipò a due conclavi: quello del 1769, che portò all'elezione di papa Clemente XIV; e quello del 1774-1775, che portò all'elezione di papa Pio VI.
Morì il 22 luglio 1784 a Roma. I suoi resti riposano nella basilica di Santa Cecilia in Trastevere.

## Genealogia episcopale e successione apostolica
La genealogia episcopale è:
- Cardinale Scipione Rebiba
- Cardinale Giulio Antonio Santori
- Cardinale Girolamo Bernerio, O.P.
- Arcivescovo Galeazzo Sanvitale
- Cardinale Ludovico Ludovisi
- Cardinale Luigi Caetani
- Cardinale Ulderico Carpegna
- Cardinale Paluzzo Paluzzi Altieri degli Albertoni
- Papa Benedetto XII
- Papa Benedetto XIV
- Cardinale Girolamo Spinola

La successione apostolica è:
- Vescovo Jean Antoine de Robiano (1746)
- Vescovo Girolamo Clarelli (1761)
- Vescovo Giovanni Battista Jacobini (1761)
- Arcivescovo Girolamo Volpi (1776)
- Vescovo Stefano Giustiniani (1779)